# VI Lwowski Batalion Etapowy
VI Lwowski batalion etapowy – oddział wojsk wartowniczych i etapowych w okresie II Rzeczypospolitej pełniący między innymi służbę ochronną na granicy polsko-sowieckiej.

## Formowanie i zmiany organizacyjne
Formowanie batalionu rozpoczęto na przełomie 1918-1919. Otrzymał on nazwę okręgu generalnego, w którym powstał i kolejny numer porządkowy oznaczany cyfrą rzymską.
Batalion powstał z II Pomorskiego batalionu etapowego.
W myśl rozkazu NDWP nr 2900/IV z 30 stycznia 1920 VIII batalion etapowy stacjonujący w Kamieńcu Podolskim otrzymał nazwę VI Lwowski batalion etapowy.
Do batalionu wcielono żołnierzy starszych wiekiem i o słabszej kondycji fizycznej. Oficerowie i podoficerowie nie mieli większego doświadczenia bojowego. Batalion nie posiadał broni ciężkiej, a broń indywidualną żołnierzy stanowiły stare karabiny różnych wzorów z niewielką ilością amunicji. 16 lipca 1920 batalion posiadał 538 żołnierzy i 3 cekaemy.
10 września batalion przebywał na koncentracji wojsk etapowych 6 Armii w Winnikach. Liczył wtedy w stanie żywionych 4 oficerów oraz 139 podoficerów i szeregowców, w stanie bojowym zaś 7 (?) oficerów oraz 132 podoficerów i szeregowców.
W lutym 1921 bataliony etapowe przejęły ochronę granicy polsko-rosyjskiej. Początkowo pełniły ją na linii kordonowej, a w maju zostały przesunięte bezpośrednio na linię graniczną z zadaniem zamknięcia wszystkich dróg, przejść i mostów.  
W 1921 bataliony etapowe ochraniające granicę przekształcono w bataliony celne.
I Lwowski batalion etapowy wspólnie z VI Lwowskim batalionem etapowym utworzyły 25 batalion celny.

## Służba etapowa
Celem zwolnienia wojsk liniowych ze służby kordonowej i szczelniejszego zamknięcia granicy państwa, w marcu 1921 Ministerstwo Spraw Wojskowych zarządziło obsadzenie Kordonu Naczelnego Dowództwa WP przez Bataliony Etapowe. VI Lwbe przejął 18 kilometrowy odcinek granicy od m. Rypcza do Antonowic. Dowództwo rozmieściło się w Tylawce (ew. Uhorsk). Zluzowany batalion graniczny stał się częścią VI Lwbe i rozwinął się linii Antonowce−Buszcza.
W kwietniu 1921 uległa zmianie granica kordonowa. Batalion przesunął się  na  linię Kuty–Temnogajca. Dowództwo batalionu miało przemieścić się do Ugorska lub innej miejscowości wg uznania dowódcy batalionu.
Z początkiem maja granicę kordonu przesunięto na linię graniczną. VI Lwowski batalion etapowy wzmocniony został żołnierzami zlikwidowanego batalionu granicznego.

## Dowódcy batalionu
- kpt. Marian Ocetkiewicz[16]
- por. Tadeusz Wiktorczyk (od IV)[16]
- por. Rudolf Vavrouch (od VIII)[16]